# Onanì
Onanì település Olaszországban, Szardínia régióban, Nuoro megyében. Lakosainak száma 358 fő (2023. január 1.). Onanì Bitti, Lula és Lodè községekkel határos.

## Népesség
A település lakossága az elmúlt években az alábbi módon változott:
| Lakosok száma | 391  | 380  | 358  |
|               | 2017 | 2018 | 2023 |